# Neolophonotus cynthiae
Neolophonotus cynthiae là một loài ruồi trong họ Asilidae. Neolophonotus cynthiae được Londt miêu tả năm 1988. Loài này phân bố ở vùng nhiệt đới châu Phi.